# Alberto Miño
Jorge Alberto Miño Puga (Guayaquil, 21 augustus 1990) is een Ecuadoraans professioneel tafeltennisser. Hij speelt rechtshandig met de shakehandgreep.
Hij nam namens zijn land deel aan de Olympische Zomerspelen 2020 maar won geen medailles.